# 記憶樹
記憶樹（memory tree）是利用關聯性記憶法，有效的將大量的資料整理並且快速的在腦中留下印象，特色是會以一個主題當作是主幹，與其相關聯的資料會採上下半輻射狀依序連結出，呈現出類似樹狀圖的圖像，故稱為記憶樹，屬於心智圖應用的一種。
記憶樹的主要原理是採放射性思考的筆記方式，與傳統的筆記方式中條列重點的方式相異，是用圖像式地從記憶主幹向外展開的記錄方式來寫。利用關聯和所謂的強調去加強對事件的記憶程度，平常我們的大腦分左右去處理事情，人在記憶的時候用左腦處理文字和語言、而右腦則是處理影像，所以若在記憶的同時用圖畫在旁強調提示，當左腦遺忘了文字和語言，右腦反而會記下自己所畫的圖畫。也就是說，記憶樹的原理在於當單調的語言或是文字被我們的左腦所遺忘時，看到圖像的右腦可以及時發揮功效，進而連結到左腦去喚起被遺忘的文字。整體關係是經過聯想的，所以不但容易記憶，而且有助於思考。

## 優點以及應用
採用又畫圖又畫線的記憶方式連來連去，記憶的物件就不單只是文字了，若是加進了很多別的東西，自然也會用到別的大腦區位，順便正好可以刺激平常用不到的大腦區位，分散了記憶的工作。
有些安養院會提供各種不同物品的圖片去刺激老人的大腦，使老人的腦部因為刺激而減緩退化，在治療阿茲海默症的非藥物療法中也是利用這個原理，將有紀念意義的照片記念品等放置在病人旁邊，去延緩病人腦細胞的破壞。

## 畫法
以法國大革命為例

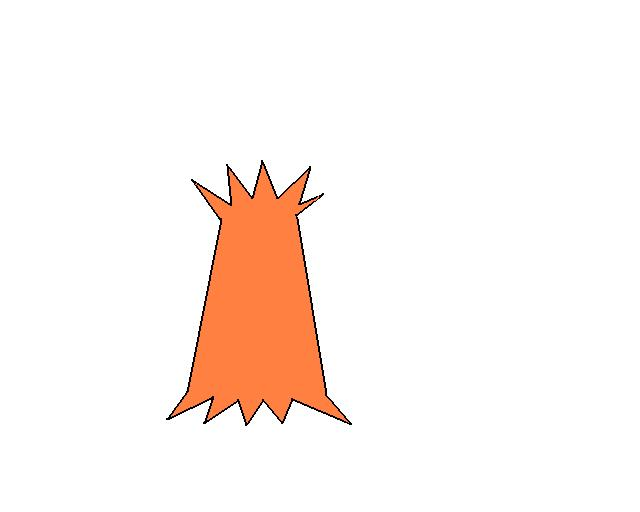
首先先畫出類似樹幹之圖形。
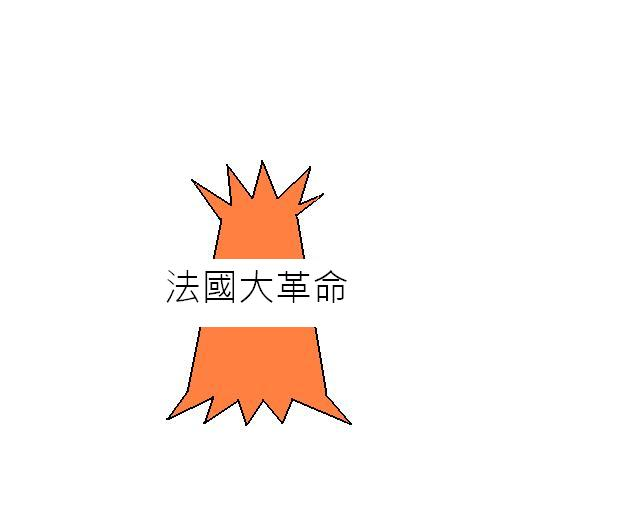
在樹幹標出所以記憶的主條目。
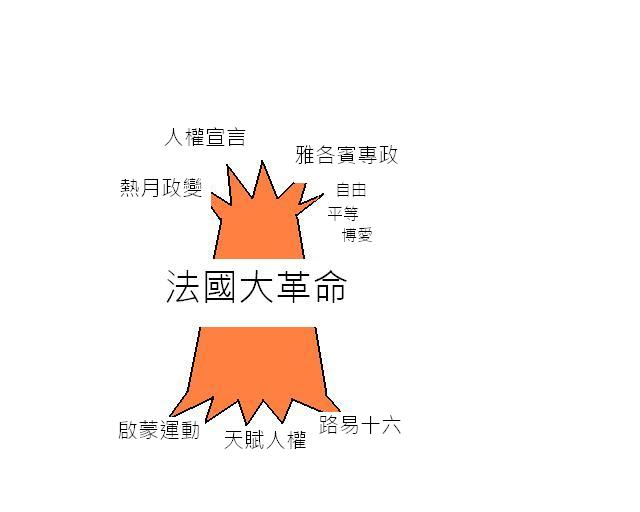
加入相關聯的副標題到其樹枝跟樹根，樹根是法國大革命發生背景，樹枝是其影響。
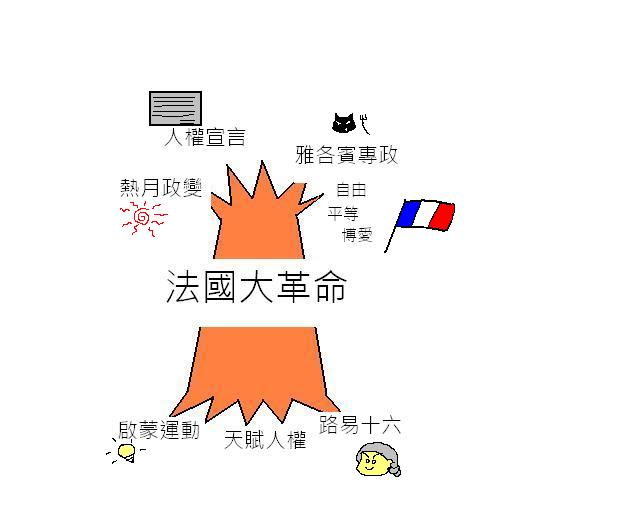
最後加入一些自己畫的有趣圖片加強其圖像記憶。

## 參看
- 心智圖
- 图像式思考辅助工具

## 記憶樹工具
有可以簡單的畫出記憶樹的軟體。
FreeMind：以開放原始碼的方式撰寫開發的軟體，可以畫出心智圖。
GitMind （页面存档备份，存于）：免費線上心智圖軟體，除了可以畫出思维导图，也可以用來繪製流程圖、石川圖、概念圖等。